# حسن طهرانی مقدم
حسن طهرانی مقدم (۶ آبان ۱۳۳۸ – ۲۱ آبان ۱۳۹۰) نظامی ایرانی بود. او در طول جنگ ایران و عراق، از اعضای سپاه پاسداران بود. آخرین سِمَت وی، ریاست سازمان جهاد خودکفایی سپاه بود. او به عنوان یکی از پایه‌گذاران برنامه موشکی در سپاه پاسداران شناخته می‌شود و به «پدر موشکی ایران» معروف است. طهرانی مقدم در سال ۱۳۹۰ در پی حادثه انفجار زاغه مهمات واقع در پادگان مدرس کشته شد.

## زندگی
حسن طهرانی مقدم در ۶ آبان ماه ۱۳۳۸ در محله سرچشمه، تهران زاده شد. وی که در نخستین روزهای تشکیل سپاه پاسداران، به عضویت این نهاد درآمده بود، در دوران جنگ ایران و عراق، نخستین فرمانده توپخانه سپاه و بنیان‌گذار واحد توپخانه در سپاه بود. پس از آن طهرانی مقدم مسئولیت واحد توپخانه را به حسن شفیع‌زاده واگذار کرد و به یگان موشکی سپاه پاسداران رفت و مسئولیت این یگان را برعهده گرفت. او همچنین در تشکیل و بنیان‌گذاری فرماندهی موشکی سپاه پاسداران تأثیرگذار بود. حسن طهرانی مقدم با پایان جنگ، وارد حوزهٔ تحقیقات و توسعه فعالیت‌های موشکی در سپاه پاسداران شد و مسئولیت ریاست سازمان جهاد خودکفایی سپاه را برعهده گرفت. در دوران پس از پایان جنگ ایران و عراق، طهرانی مقدم وظیفهٔ مدیریت بر پروژهٔ ساخت چند موشک را در واحد موشکی سپاه پیش از علیرضا یزدانی برعهده داشت.

## تحصیلات
حسن طهرانی مقدم، در دو مقطع کاردانی و کارشناسی در رشتهٔ صنایع ریخته‌گری در دانشگاه تربیت دبیر شهید رجایی مشغول به تحصیل بود و در مرحلهٔ نخست در سال ۱۳۶۹، مقطع کاردانی و در سال ۱۳۷۴ نیز مقطع کارشناسی را در این دانشگاه گذراند.

## کشته شدن
حسن طهرانی مقدم در ۲۱ آبان‌ماه ۱۳۹۰ بر اثر انفجار زاغه مهمات در پادگان مدرس، واقع در شهرستان ملارد، به همراه ۱۶ تا ۴۰ نفر دیگر از اعضای سپاه پاسداران کشته شد.

## نگارخانه

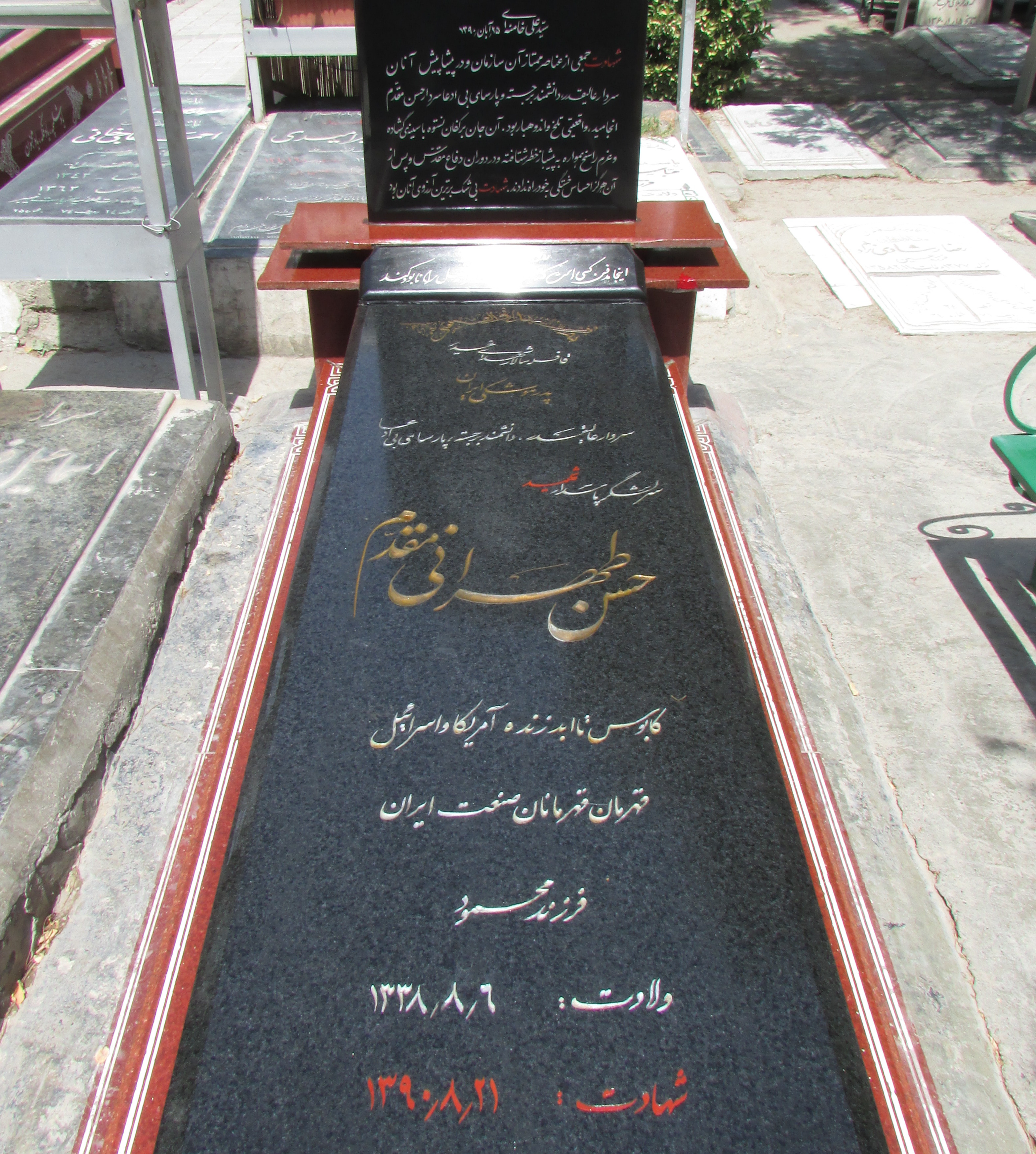
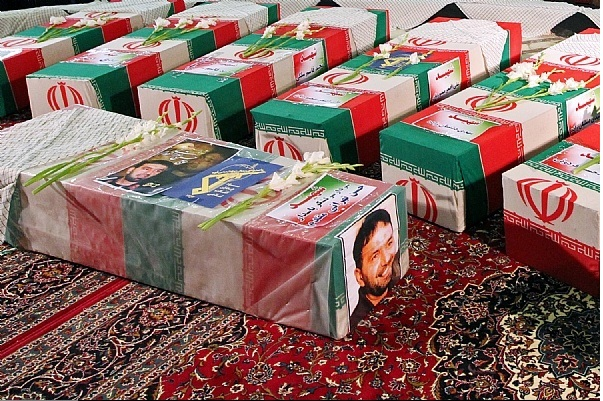
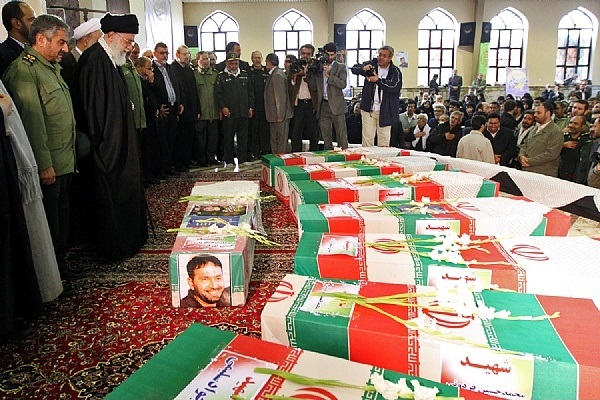
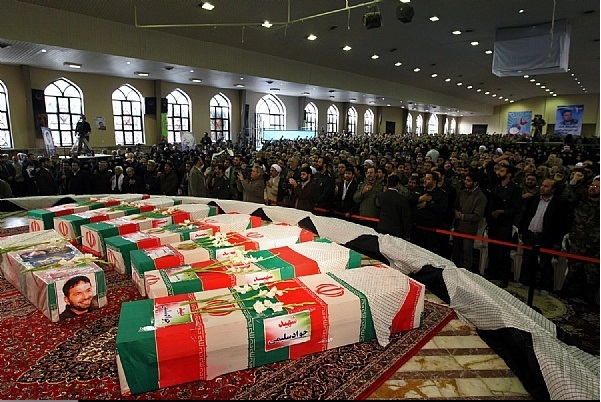
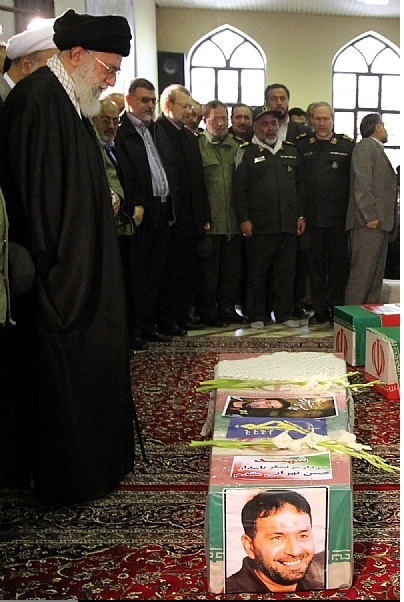